# Murmansk
Murmansk (russisk: Мурманск, tr. Murmansk) er en by i det nordvestlige Rusland på Kolahalvøen, ikke langt fra grænsen til Norge. Murmansk er administrativt center i Murmansk oblast og har 264.339(2025) indbyggere. Byens betydning er knyttet til den isfrie havn, som er vigtig for Ruslands frie adgang til Atlanterhavet, både civilt og militært. Den russiske flåde har en større flåde af atomubåde i nabobyen Severomorsk, men i selve Murmansk er der ingen krigsskibe.
Byen blev grundlagt i 1916 og fik navnet Romanov-na-Murman, men blev omdøbt til Murmansk efter Oktoberrevolutionen i 1917. Murman er det gamle navn for Barentshavet. I dag er Murmansk en moderne by, men er dog fortsat præget af kontrasterne mellem Sovjettiden og nutiden. Murmansk ligger ud mod Barentshavet, som har rige ressourcer, specielt inden for fiskeri. Der er desuden store planer for udbygning af naturgasfelter i området.

## Geografi
Murmansk er verdens største by nord for polarcirklen. Byen strækker sig mere end 20 kilometer langs den østlige kyst af Murmanskfjorden, 50 kilometer fra Barentshavet. Byen ligger 1.490 kilometer nord for Moskva og 1.020 kilometer nord for Sankt Petersborg. Cirka 16 kilometer nord for byen ligger den lukkede militærbase Severomorsk. Den nærmeste nabo mod syd er den gamle by Kola. De sydlige kvarterer i Murmansk når udkanten af Kola. Mod vest og øst er Murmansk omgivet af skove. Det højeste punkt på Murmansk i den østlige udkant af byen er 305 meter i højt.

### Klima
|                                    | Jan   | Feb   | Mar  | Apr  | Mai | Jun  | Jul  | Aug  | Sep | Okt  | Nov  | Des   | År   |
| ---------------------------------- | ----- | ----- | ---- | ---- | --- | ---- | ---- | ---- | --- | ---- | ---- | ----- | ---- |
| Højeste gennemsnitstemperatur (°C) | −7,2  | −7,3  | −3,3 | 1,9  | 7,2 | 14,0 | 17,2 | 15,2 | 9,6 | 2,9  | −2,0 | −5,3  | 3,7  |
| Laveste gennemsnitstemperatur (°C) | −13,8 | −13,4 | −9,8 | −4,4 | 0,6 | 5,7  | 8,8  | 8,0  | 4,3 | −1,2 | −7,0 | −11,4 | −2,7 |
| Nedbør (mm)                        | 30    | 22    | 19   | 20   | 30  | 53   | 61   | 65   | 53  | 44   | 40   | 36    | 473  |
| Kilde: Pogoda.ru.net               |       |       |      |      |     |      |      |      |     |      |      |       |      |

## Historie

### Ældre tid
Ingen ved, hvornår de første mennesker kom til Kolahalvøen, men man kender til flere befolkningsgrupper, som er indvandret til området senere. Fra 500- til 200-tallet f.Kr kom der stammer, som etnisk var beslægtet med Volga-stammerne. Omkring 100 f.Kr. indvandrede stammer tilhørende finsk-ugriske grupper. De gamle og de nye indbyggerne blandede sig, og et oldtidssamerfolk opstod. Mellem 1100-tallet og 1300-tallet søgte folk fra Novgorod-området nordover. Novgorod begyndte at beskatte den samiske befolkning, og i en periode blev de dobbelt beskattet, da de også måtte betale skat til Norge. Midt i 1400-tallet blev de første russiske bosættelser etableret på Terskkysten; Umba og Varzuga. De blev kaldt pomorer (kystboere). Kommunikationen mellem samerne og pomorerne havde indvirkning på samernes levemåde.

### Del af Moskvastaten
I 1478 blev Kola sammen med resten af Novgorod-området underlagt Moskvastaten, med centrum i Kandalaksja. Kristendommen blev indført, og befolkningstallet i området steg. Om sommeren samlede op til 2.000 fiskere sig på halvøen for at deltage i sommersæsonens fiskeri. Norske, danske og hollandske opkøbsfartøjer besøgte området i 1500-tallet. Fiskernes bosted blev i midten af 1500-tallet kaldt Kola. Denne bebyggelse udviklede sig til en by, og i 1582 var der 71 gårde og mere end 400 mennesker. Byen var centrum for den internationale handel i området.
I slutningen af 1500-tallet blev Kolahalvøen angrebet af Danmark, som ville hindre handlen med murmanerne. Området blev også angrebet af Sverige, som blandt andet plyndrede og brændte flere klostre. I 1585 flyttede centrum for den internationale handel til Arkhangelsk. Myndighederne i Moskva stationerede en forsvarsstyrke i Kola. I 1625 omfattede den 500 mand og ni kanoner. Ud over at være fæstningsby blev Kola administrationscenter for området, som bestod af Kolahalvøen (uden Umba og Varzuga) og nordlige del af Karelen.

### Del af det russiske imperium
I 1700-tallet blev det nedgangstider for Kolahalvøen, handlen blev monopoliseret og begrænset til få handelshuse og grupper. En anden årsag var, at klostrene i området blev tildelt store landområder, eksempelvis havde Petsjengaklosteret omkring en fjerdedel af halvøen. I 1760'erne blev dette kloster nedlagt, og handelsmonopolet opløst.
I 1809 blev Kolahalvøen angrebet af England, der tog flere handelsfartøjer, krudt, mad og andre varer. Området blev også angrebet under Krimkrigen. I 1854 blev Kolahalvøen angrebet på ny, denne gang af England og Frankrig. Byen blev kraftigt beskadiget, Opstandelseskirken og mange andre bygninger nedbrændte.
I 1858 blev Kolahalvøen indlemmet i distriktet Kemsk, og al administration på halvøen blev nedlagt. I 1860'erne fik området sin første fabrik. I 1870'erne blev en skibsrute etableret rundt om halvøen, hvilket fik betydning for den videre udvikling af området. Folk fra Kolahalvøen deltog også i Pomorhandelen mellem folk fra området omkring Hvidehavet og kysten af Nordnorge med fisk og korn som (bytte)handelsvarer. Denne handel fortsatte frem til revolutionen.

### Murmansk bliver grundlagt
Under første verdenskrig sendte England, Frankrig og USA våben og ammunition til Rusland. Murmansk blev valgt som modtagehavn. Man forlængede i 1915 jernbanen fra Petrozavodsk til Murmansk. Som følge af udbygningen af jernbanestationen og en flådebase opstod et lille bysamfund kaldet Romanov-na-Murman efter fyrstehuset Romanov (det russiske tsar-dynasti) og tsar Nikolaj 2. Byen blev officielt grundlagt den 21. september 1916 (4. oktober ifølge den nye kalender). Den 3. april 1917 blev byen omdøbt til Murmansk. Da var byens befolkning på 10.000 mennesker.

### Revolution, borgerkrig og verdenskrig
Efter revolutionen i 1917 tog Sovjetunionen over. Byen var dog besat fra 1918 til 1920 af blandt andet de sejrende vestmagter fra Første verdenskrig. Efter at de allierede forlod det nordlige Rusland, blev området igen en del af Sovjetunionen.
Frem til anden verdenskrig anlagde russerne flådebaser og industrivirksomheder i Murmansk, hovedsageligt inden for fiskeri, minedrift, metal og kemisk industri. Det fik befolkningstallet til at stige.
Under det sovjetiske angreb på Finland i 1939 havde russernes 14. armé afsat tre divisioner til Murmansk-området. Deres opgave var at sikre hele kyststrækningen og indtage den finske havn Petsamo (mellem Sovjetunionen og Norge), som var Finlands havn mod Barentshavet. Dermed ville man forhindre, at lande, der eventuelt ville komme finnerne til hjælp, skulle kunne sende tropper og udstyr ind i Finland fra nord. Finnerne bed kraftigt fra sig under Vinterkrigen, og selv om Petsamo blev indtaget, lykkedes det ikke russerne at drive finnerne længere vestover end til Inarisøen.
Efter at Sovjetunionen i 1941 indtrådte i anden verdenskrig, blev Murmansk central for den sovjetiske krigsorganisation, eftersom den var hovedhavn for forsyninger fra de allierede Storbritannien og USA.
Der sejlede i alt 78 konvojer mellem august 1941 og maj 1945. Mange af konvojerne gik til Murmansk og havnene omkring, enkelte andre fortsatte videre til Hvidehavet.
Tyske styrker angreb i 1941 i retning mod Murmansk, men mødte stærk modstand. Af grunde, som man i eftertiden har haft vanskeligt ved at forstå, mente den tyske overkommando, at det ikke ville være muligt at angribe med større styrker, end de gjorde. Tyskerne antog, at man ikke ville kunne klare at forsyne tropper via den lange og ugæstfrie forsyningslinje. Dette bidrog til, at det var muligt at stoppe den tyske offensiv, længe før den nåede Murmansk-området. Selv da tyskerne erobrede den vitale, karelske jernbanelinje mellem Kolahalvøen og det øvrige Rusland, kunne de ikke erobre byen. Tyskernes bombardement af Murmansk lagde store dele af byen i ruiner. Afhængigt af vejrforholdene kunne bombeangrebene finde sted næsten dagligt, særlig i de perioder, hvor allierede forsyningsskibe lå til kaj.
Byens modstand blev hædret af Sovjetunionen i 1985, hvor Murmansk fik ærestitlen Helteby.
Til trods for de store opofrelser fra de allierede søfolk, som deltog i konvojerne, var Stalins paranoide årvågenhed mod vestlig indflydelse allestedsnærværende. Den ene restaurant og den ene lille klub, som søfolkene kunne besøge under deres ophold i havnen, var forbudt område for den russiske bybefolkning. Og der blev holdt skarpt øje med de russiske servitricer, der serverede for søfolkene.

### Efterkrigstiden
Efter krigen begyndte genopbygningen af Murmansk, og industrien blev videreudviklet. I slutningen af 1940'erne begyndte man at forarbejde jern og aluminium i området. Fiskerne tog nye fabrikstrawlere i brug. Et vandkraftværk og siden et atomkraftværk blev etableret i 1950'erne og 60'erne, boligbyggeriet tog også fart.
Mod slutningen af 1970'erne blev tiderne vanskeligere. Fiskeriet blev begrænset på grund af overfiskeri, og laksen gik kraftigt tilbage i Kolahalvøens elve. Der blev mangel på råvarer, og belastningen af miljøet blev stor. Fra 1985 udviklede der sig en ny industri baseret på olie og gas. Fra 1991 blev Murmanskregionen igen en af de vigtigste industrielle centre i Rusland. Desuden er Kolahalvøen et vigtigt område for forsvaret af Rusland. Under den kolde krig var Murmansk centrum for Sovjetunionens ubådsaktiviteter, og efter unionen blev opløst, er byen stadigt hovedkvarter for den russiske nordflåde samt flåden med atomdrevne isbrydere.

### Dagens Murmansk
Murmansk er den største by nord for polarcirklen og administrationscenter for Murmansk Oblast. Byen er inddelt i de tre hoveddistrikter Leninskij, Oktjabrskij og Pervomajskij. Murmansk er en maritim by og har den eneste nordrussiske havn, som er isfri hele året. Handelshavnen er grundlagt i 1915, fiskerihavnen i 1934, den første russiske trawlerflåde i 1920. Dertil har Rusland en flåde af isbrydere stationeret i Murmansk. Byen har mange virksomheder tilknyttet søfartsbranchen, fx Murmansk Shipping Company. Hovedindustrierne inkluderer fiskeri, fiskeforædling og næringsmiddelindustri, skibsreparationer, transport og geologi.
Turistindustrien tilbyder aktiviteter som laksefiskeri, skisport, ture med isbrydere til Nordpolen og fisketure.

## Kultur
Af national og international betydning er helleristningerne fra andet til fjerde årtusinde f.Kr. ved floden Ponoj og ved bredden af søen Kanozero, som viser, at der har boet mennesker langt tilbage i tiden på Kolahalvøen. I de gamle pomorlandsbyer Varzuga og Kovda findes der træarkitektur og gravsteder fra 1600-tallet. Derudover er Kolasamernes og pomorenes folketraditioner originale og af stor betydning.
Det er tre teatre i Murmansk; Det regionale dramateater, Nordflådens teater og Det regionale dukketeatershow. Der er mere end 80 museer i Murmanskområdet. Murmansk regionale museum for lokalkundskab fortæller om områdets mineraler, nordlige nåleskov og tundra, havene omkring og områdets historie. Murmansk regionale kunstmuseum er et af Ruslands yngste, grundlagt i 1989. Museets opmærksomhed er hovedsageligt rettet mod nordrussiske temaer og værker af nord- og vestrussiske kunstnere. Nordflådens flådemuseum fortæller om etableringen af den russiske flåde i nord, om Nordflåden, krigsdeltagelse og udviklingen af flåden i efterkrigstiden.

## Økonomi

### Havnen
Murmansk er en havneby og den eneste nordrussiske havn, som er isfri hele året. Byens  handelshavn blev grundlagt i 1915. Fiskerihavnen er grundlagt i 1934. Den første russiske trawlerflåde opstod her i 1920. Dertil har murmansk en flåde af isbrydere og mange virksomheder tilknyttet søfarten, eksempelvis Murmansk Shipping Company. Hovedindustrien omfatter fiskeri, handel med fisk og næringsmiddelindustri, skibsreparationer, transport og geologi.

### Turisme
Turister rejser til området for at dyrke laksefiskeri, skisport, arktiske ture med isbrydere til Nordpolen og tage på økologiske fisketure. Der er mere end 10 hoteller i Murmansk. Området betjenes af Murmansk Internationale Lufthavn ved Murmashi.

## Uddannelse og forskning
De vigtigste uddannelsesinstitutioner er Murmansk Statslige Tekniske Universitet (MSTU) og Murmansk Statslige Pædagogiske Universitet (MSPU). Af forskningsinstitutioner er der Det polarvidenskablige forskningsinstitut for fiskeindustri og oceanografi (PINRO), Murmansk Marinbiologisk institut for det russiske videnskabsakademi (MMBI), Polar geofysisk institut og Kola videnskabelige center for det russiske videnskabsakademi.

## Venskabsbyer
| - Akureyri, Island - Vadsø, Norge - Groningen, Nederland - Jacksonville, Florida, USA | - Luleå, Sverige - Rovaniemi, Finland - Tromsø, Norge - Szczecin, Polen |